# Moldavska Autonomna Sovjetska Socijalistička Republika
Moldavska Autonomna Sovjetska Socijalistička Republika (moldavski: Република Аутономэ Советикэ Сочиалистэ Молдовеняскэ; 
ruski: Молдавская Автономная Советская Социалистическая Республика, akronim: MASSR) bila je autonomna republika 
Ukrajinske SSR koja je postojala od 12. listopada 1924. do 2. kolovoza 1940. Prostirala se na području koji odgovara današnjoj separatističkoj Pridnjestrovskoj Moldavskoj Republici.

## Povijest
Povijest ove autonomne republike počela je 12. listopada 1924. na trećem zasjedanju Sveukrajinskog centralnog izvršnog 
komiteta (ruski: ВУЦИК) na kojem je odlučeno da se osnuje Moldavska Autonomna Sovjetska Socijalistička Republika, s administrativnim centrom u Balti. To je bio politički odgovor na aneksiju Besarabije koju je izvršila Kraljevina Rumunjska 1918. s kojom se Sovjeti nikako nisu mogli pomiriti. Prijestolnica je 1929. preseljena u Tiraspol.
Kad je Sovjetski Savez u srpnju 1940. ponovno zauzeo Besarabiju to je bio i kraj Moldavske Autonomne Sovjetske Socijalističke Republike, jer je već 2. kolovoza 1940. odlučeno da se osnuje Moldavska Sovjetska Socijalistička Republika, u čiji 
je sastav ušao i sjeverni dio Moldavske Autonomne Sovjetske Socijalističke Republike, dok je južni dio (Odeška oblast) pripao 
Ukrajinskoj SSR.

## Vanjske poveznice
- Автономная Молдавия в составе Украинской ССР, 1924-1940 (na portalu Tumblr) (rus.)